# Senorbì
Senorbì (sardisk: Senorbì) er en by og en kommune (comune) i provinsen Sud Sardegna i regionen Sardinien i Italien. Byen ligger i 199 meters højde og har 4.897 indbyggere (2016). Kommunen har et areal på 34,29 km² og grænser til kommunerne Ortacesus, San Basilio, Sant'Andrea Frius, Selegas, Siurgus Donigala og Suelli.